# Uukwiyu (Wahlkreis)
Uukwiyu, eigentlich Uukwiyuushona, ist ein Wahlkreis in der Region Oshana im Norden Namibias. Verwaltungssitz ist die gleichnamige Ansiedlung Uukwiyu. Der Kreis umfasst eine Fläche von 300 Quadratkilometer und hat 13.000 Einwohner (Stand 2023). Er liegt 15 Kilometer südwestlich der Stadt Ondangwa.
Größte Ansiedlung von Uukwiyu ist Okahongo. Im Wahlkreis befinden sich elf Schulen, wovon vier Grund- und sieben kombinierte Schulen sind. Es gibt zwei Kliniken und eine Polizeiwache.

## Wahlen
| Wahl | Name               | Partei | Stimmenanteil |
| ---- | ------------------ | ------ | ------------- |
| 1992 |                    |        |               |
| 1998 | Otto Amadhila      | SWAPO  | 97,3 %        |
| 2004 | Petrus Shiwedha    | SWAPO  | 98,9 %        |
| 2010 | Andreas Amundjindi | SWAPO  | 98,7 %        |
| 2015 | Andreas Amundjindi | SWAPO  | o. W. 1       |
| 2020 | Andreas Amundjindi | SWAPO  | 66,9 %        |